# Héctor Font
Héctor Font (* 15. Juni 1984 in Villarreal) ist ein spanischer Fußballspieler, der aktuell vereinslos ist.

## Spielerkarriere

### FC Villarreal
Héctor Font spielte von 2002 bis 2006 vier Jahre lang für das Team seiner Heimatstadt, den FC Villarreal. Sein Debüt in der Primera División gab er am 15. Juni 2003 beim 2:2-Unentschieden auswärts bei Espanyol Barcelona. Während der Saison 2003/04 wurde er an den damaligen Segunda-División-Club Ciudad de Murcia ausgeliehen, der mittlerweile nicht mehr existiert.
In der folgenden Saison kam er in elf UEFA-Pokal-Spielen zum Einsatz, wobei ihm zwei Treffer gelangen. Als sein Club das Halbfinale der UEFA Champions League 2005/06 erreichte, wurde Héctor Font viermal aufgestellt.

### CA Osasuna
Aufgrund der starken Konkurrenz beim FC Villarreal verließ Héctor Font seinen Heimatverein im Sommer 2006 um öfter zu spielen, was jedoch nur teilweise gelang, da er zumeist auch beim Team aus Pamplona Ersatz ist.

### Letzte Jahre
Zur Saison 2009/10 wechselte Font von CA Osasuna zu Real Valladolid und unterschrieb dort einen Drei-Jahres-Vertrag. Ein Jahr später musste er mit Valladolid den Gang in die Segunda División antreten. Er verließ jedoch den Klub und schloss sich dem Verein Deportivo Xerez an, der ebenfalls in der Segunda División spielte.